# 河野武司
河野 武司（こうの たけし、1958年 - ）は、日本の政治学者。専門は政治過程論、政治理論、計量政治分析。慶應義塾大学法学部政治学科教授・法学研究科政治学専攻教授。

## 人物・経歴
広島県出身。1981年、慶應義塾大学法学部政治学科卒業。1986年慶應義塾大学博士課程法学研究科政治学専攻、単位取得退学。
1984年杏林大学社会科学部助手、1988年同専任講師、92年同助教授、2000年同総合政策学部教授、2004年慶應義塾大学法学部政治学科教授。
日本政治学会理事。2016-2017年、日本選挙学会理事長。
現在、日本政治学会、日本選挙学会、公共選択学会、日本マス・コミュニケーション学会、日本法政学会に所属。

## 主要研究テーマ
- 日本の政治過程における中間集団の役割
- 計量政治分析
- 内容分析
- 選挙制度と民主主義[2]
- 日本の政治過程における中間集団の役割[2]
- 政治的コミュニケーションの内容分析[2]

## 著書

### 共著
- 『国家の解剖学』（日本評論社、1994年）
- 『利益誘導政治－国際比較とメカニズム』　（芦書房、2004年）